# زيزيات
الزيزيات أو فوق عائلة سيكادويديا أو فوق فصيلة نطاطات الأوراق سيكادويديا (الاسم العلمي: Cicadoidea)، هي فصيلة عليا من الحشرات المنتمية إلى رتبة نصفيات الأجنحة.
تضم أكثر من 3000 نوع موصوفة في جميع أنحاء العالم؛ والعديد من الأنواع لا تزال غير موصوفة.
تتميز الزيزيات بعيون بارزة متباعدة، وقرون استشعار قصيرة، وأجنحة أمامية غشائية. تتميز حشرات الزيزيات بغنائها الصاخب بشكل استثنائي، وتمثل تلك الضجة نداءات التزاوج وتنتج في معظم الأنواع عن طريق الالتواء والانبساط السريع لغشائين يشبهان الطبل ويغطيان تجويفين داخليين على جانبي بطن الذكر.
ظهرت أقدم حفربة معروفة وتسمى Cicadomorpha في فترة العصر البرمي العلوي. أما الأنواع الموجودة حاليًا فتتواجد في جميع أنحاء العالم في المناخات المعتدلة إلى الاستوائية. عادة ما تعيش الزيزيات في الأشجار، وتتغذى على النسغ المائي من نسيج الخشب، وتضع بيضها في شق في اللحاء. تنشط الغالبية العظمى من أنواع الزيزيات البالغة خلال النهار، وبعضها يكون نشطًا عند الفجر أو الغسق. وهناك أنواع قليلة فقط ونادرة من فصيلة الزيزيات تكون ليلية النشاط.

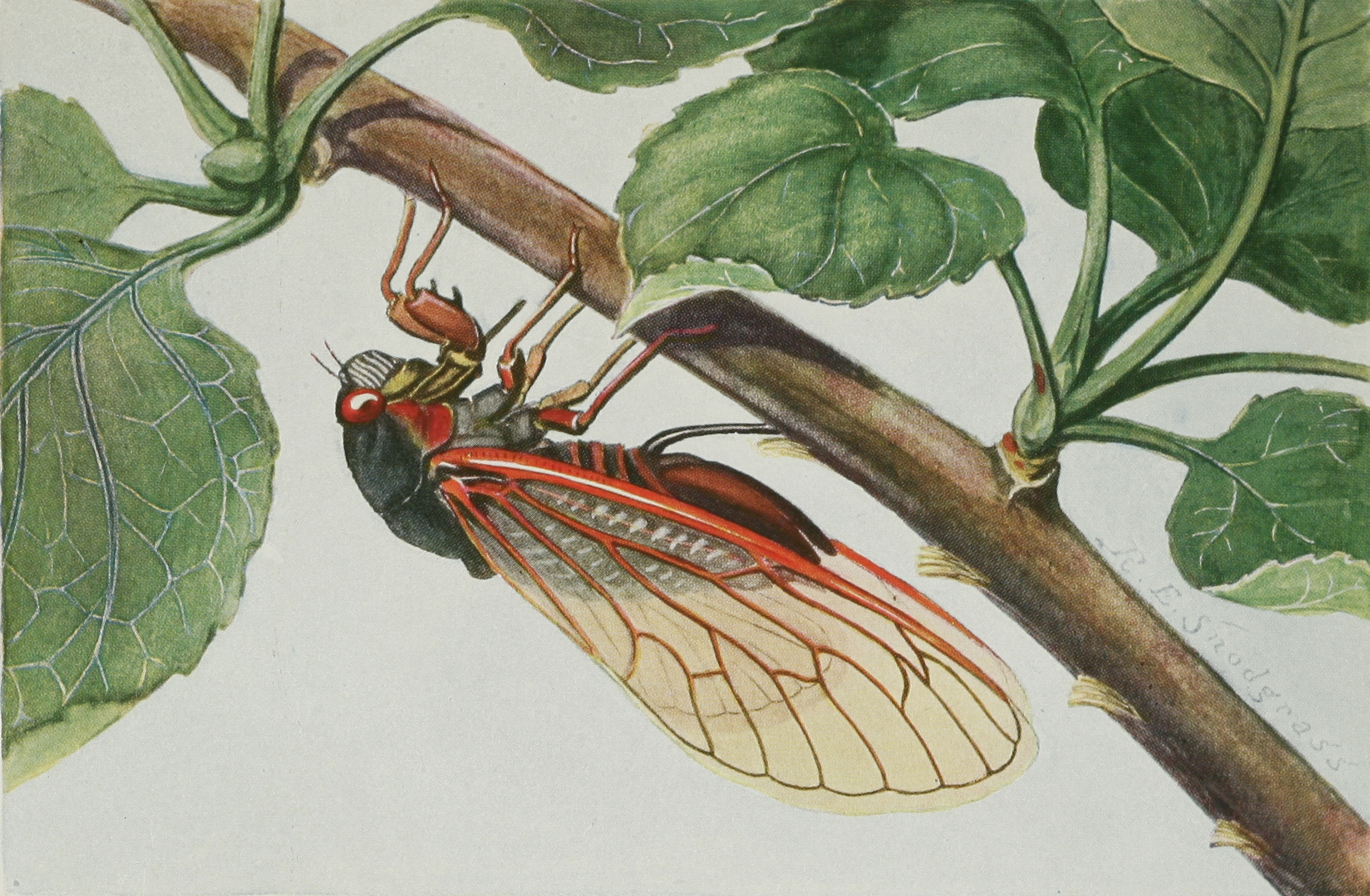
حشرة الزيز ذات ال17 عاما

تقضي حشرات جنس الزيزيات الدورية معظم حياتها كحوريات تحت الأرض، ولا تظهر إلا بعد مدة 13 أو 17 عامًا. قد تقلل المدة والتوقيت غير العاديين لظهورها من عدد حشرات الزيزيات المفقودة بسبب الافتراس، سواء عن طريق جعلها فريسة متاحة بشكل أقل (بحيث يمكن لأي مفترس قد تطور ليعتمد على حشرات الزيزيات في غذائه أن يتضور جوعاً في انتظار ظهورها)، أو أن تظهر بأعداد ضخمة لدرجة أنها ستشبع أي مفترسات متبقية قبل أن تفقد ما يكفي من عددها لتهديد بقاءها كنوع. كما يتيح لها بقائها تحت الأرض تجنُّب المفترسات. فحتى لو تغذَّت الطيور على قليلٍ منها، تبقى أعدادٌ كبيرة بما يكفي لتتمكن من التزاوج، ثم تموت بعد نجاحها في إنتاج جيلٍ آخر. تتميز حشرات الزيزيات بالوقت الطويل الذي قد تستغرقه بعض أنواعها كي تنضج.
ومن بين أنواع الزيزيات ما يعرف بالزيزيات السنوية وهي أنواع تظهر كل عام. على الرغم من أن هذه الحشرات لها دورات حياة يمكن أن تختلف من سنة إلى تسع سنوات أو أكثر كيرقات تحت الأرض، إلا أن ظهورها فوق الأرض كبالغات غير متزامن، لذلك تظهر بعض أعضاء كل نوع كل عام.

ظهرت الزيزيات في الأدب منذ زمن إلياذة هوميروس، وكزخارف في الفن من عائلة شانغ الصينية. كما استخدمت في الأساطير والفولكلور كرموز للخلود، وللحياة الخالية من الهموم. ذكرت الزيزيات أيضًا في ملحمة «درع هرقل» للشاعر الإغريقي الملحمي هسيودوس بين عامي 393 و394: 
«ويغني صوتها عندما ينضج الدخن لأول مرة.» 
يتغذى البشر على الزيزيات في بلدان مختلفة من العالم، من بينها الصين حيث يتم تقديم الحوريات مقلية في مطبخ شاندونغ.

## التنوع والانتشار
يتوزع ما لا يقل عن 3000 نوع من الزيزيات في جميع أنحاء العالم، مع وجود غالبية الأنواع في المناطق الاستوائية. يقتصر تواجد معظم الأجناس على منطقة جغرافية حيوية واحدة، والعديد من الأنواع يكون لها نطاق تواجد محدود للغاية. استخدمت هذه الدرجة العالية من التوطن لدراسة الجغرافيا الحيوية لمجموعات الجزر المعقدة مثل إندونيسيا وآسيا. هناك عدة مئات من الأنواع الموصوفة في أستراليا ونيوزيلندا، وحوالي 150 نوعًا في جنوب إفريقيا، وأكثر من 170 نوعًا في أمريكا شمال المكسيك،[10] و800  نوع على الأقل في أمريكا اللاتينية، وأكثر من 200 نوع في جنوب شرق آسيا، وغرب المحيط الهادئ. وحوالي 100 نوع تحدث في المنطقة القطبية الشمالية المتجمدة. كما عثر على عدد قليل من الأنواع في جنوب أوروبا،  عرف نوع واحد منها في إنجلترا، وهو نيو فورست سيكادا، سيكاديتا مونتان، والذي يوجد أيضًا في أوروبا القاريّة. تنتظر العديد من الأنواع وصفًا رسميًا، والعديد من الأنواع المعروفة لم يتم دراستها بعناية باستخدام أدوات التحليل الصوتي الحديثة التي تسمح بتمييز أغانيها.
تعيش العديد من أنواع الزيزيات السنوية في أمريكا الشمالية مثل «زيزيات أيام الكلب الصيفية»، وقد سميت بهذا الاسم لأنها ظهرت في أواخر شهر يوليو، وأغسطس. ومع ذلك، قد يكون الجنس الأكثر شهرة في أمريكا الشمالية  هو جنس Magicicada. تتمتع هذه الزيزيات الدورية بدورة حياة طويلة للغاية تبلغ 13 أو 17 عامًا، حيث تظهر الحشرات البالغة بشكل مفاجئ وقصير بأعداد كبيرة.
توجد الزيزيات الأسترالية في الجزر الاستوائية، والشواطئ الساحلية الباردة حول تسمانيا، في الأراضي الرطبة الاستوائية، والصحاري المرتفعة والمنخفضة، ومناطق جبال الألب في نيو ساوث ويلز وفيكتوريا، وفي المدن الكبيرة بما في ذلك سيدني، وملبورن وبريسبان، ومرتفعات تسمانيا وحقول الجليد. ويطلق على العديد منها أسماء شائعة مثل أنف الكرز، والخباز البني، والعين الحمراء، والبائع الأخضر، والإثنين الأصفر، وشارب الويسكي، والطبل المزدوج، والأمير الأسود. ويعتبر النوع المسمى بـ«» بائع الخضر الأسترالي» أو Cyclochila australasiae واحدًا من بين أشد الحشرات صخبًا في العالم.
ويسكن نيوزيلندا أكثر من أربعين نوعًا من خمسة أجناس من الزيزيات، تتواجد فيما بين مستوى سطح البحر وحتى قمم الجبال، وكلها مستوطنة في نيوزيلندا والجزر المحيطة بها (جزر كيرماديك، جزر تشاتام). كما عثر على أحد الأنواع في جزيرة نورفولك التي تعد من الناحية الفنية جزءًا من أستراليا. يعيش أقرب أقرباء الزيزيات النيوزيلندية في كاليدونيا الجديدة وأستراليا.

## التغذية
يشير الفولكلور الشعبي إلى أن الزيزيات البالغة لا تأكل، إلا أنها في الحقيقة تتغذى على امتصاص عصارة النبات باستخدام أجزاء الفم الماصة. تشرب حوريات الزيز النسغ من نسيج الخشب لأنواع مختلفة من الأشجار، من بينها البلوط، والسرو، والصفصاف، والمران العالي، والقيقب.

## دورة الحياة
في بعض أنواع الزيز، يبقى الذكور في مكان واحد ويصدرون أصواتًا صاخبة لجذب الإناث. وفي بعض الأحيان يتجمع العديد من الذكور ويؤدون النداءات كجوقة جماعية. في الأنواع الأخرى، ينتقل الذكور من مكان إلى آخر، وعادة ما يكون ذلك بمكالمات أكثر هدوءًا أثناء البحث عن الإناث. وبعد التزاوج تشق الأنثى لحاء غصين الشجرة حيث تضع بيضها.
عندما يفقس البيض، تسقط الحوريات حديثة الفقس على الأرض وتحفر. تعيش حشرات الزيز تحت الأرض مثل الحوريات لمعظم حياتها على أعماق تصل إلى حوالي 2.5 متر (8 قدم). تتمتع الحوريات بأرجل أمامية قوية للحفر، وتقوم بالحفر على مقربة من الجذور حيث تتغذى على نسغ نسيج الخشب. في هذه العملية، تغطي أجسامها وداخل الجحر بالسوائل الشرجية. في الموائل الرطبة، تقوم الأنواع الأكبر ببناء أبراج طينية فوق الأرض لتهوية جحورها، ثم تقوم في المرحلة النهائية ببناء نفق خروج إلى السطح وتخرج. ثم تنسف (تلقي جلودها) في نبات قريب للمرة الأخيرة، وتخرج كبالغة.
تمر معظم الزيزيات بدورة حياة تستمر ما بين سنتين إلى خمس سنوات. بعض الأنواع لديها دورات حياة أطول بكثير، مثل جنس أمريكا الشمالية الذي يحتوي على عدد من «الحضانات» المميزة التي تقضي دورة حية مدتها إما 17 عامًا، أو في بعض أجزاء المنطقة، دورة حياة مدتها 13 عامًا. قد تكون دورات الحياة الطويلة قد تطورت كرد فعل للحيوانات المفترسة، مثل دبور الزيز القاتل والسرعوف. لا يستطيع حيوان مفترس متخصص ذو دورة حياة أقصر لمدة عامين على الأقل أن يفترس حشرات الزيزيات. وهناك فرضية بديلة مفادها أن دورات الحياة الطويلة هذه تطورت خلال العصور الجليدية للتغلب على نوبات البرد القارس، وأنه مع ظهور الأنواع وتهجين الأنواع الجديدة، فإنها قد تركت أنواعًا متميزة لم تهجن ولها فترات دورة حياة مطابقة للأجيال الأولية.

## في الغذاء والطب الشعبي

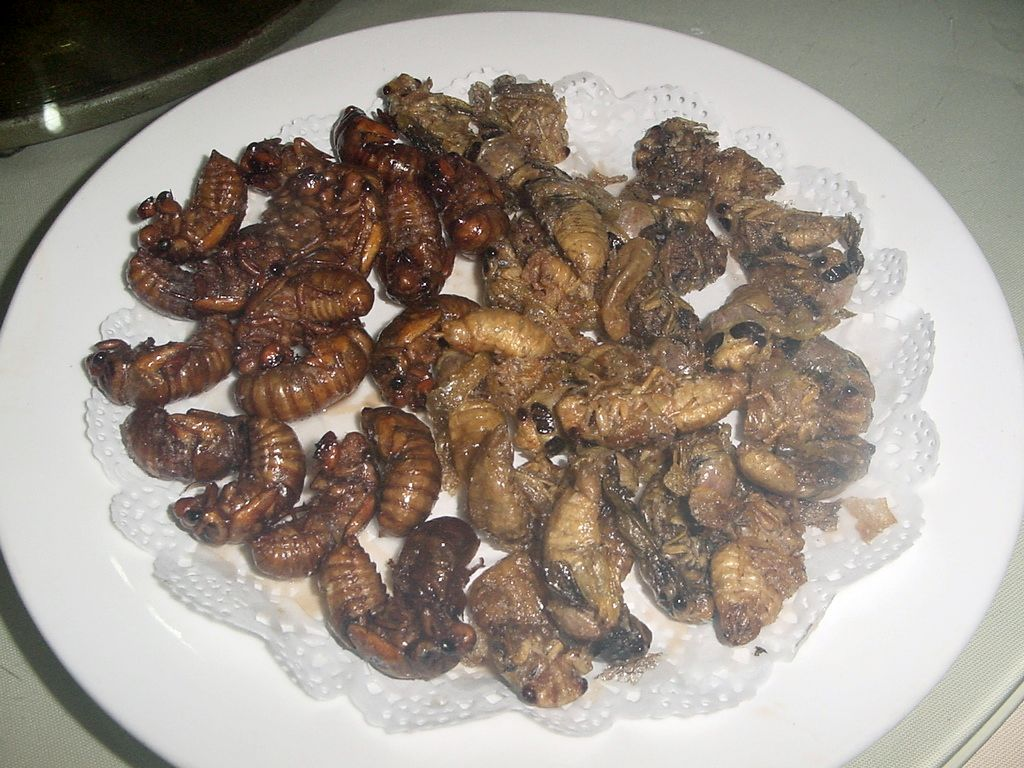
طبق من حشرات الزيز المقلية بمقاطعة شاندونغ في الصين

كانت حشرات الزيزيات تؤكل في اليونان القديمة، وتُستهلك اليوم غذاءً في الصين، سواء كحشرات بالغة أو (في كثير من الأحيان) كحوريات. كما تؤكل الزيزيات أيضًا في ماليزيا، وبورما، وأمريكا الشمالية، ووسط إفريقيا، بالإضافة إلى منطقة بلوشستان في باكستان. تفضّل إناث الزيزيات عند الأكل لكونها أكثر لحومًا.
تستخدم قشور الزيزيات في الأدوية الصينية التقليدية. وتعتبر «حضنة أونونداغا» ذات الـ 17 عامًا وجبة ذات أهمية ثقافية وشهية خاصة لشعب أونونداغا.

## كآفات
تتغذى الزيزيات على النسغ من لحاء الأشجار، ولا تتعمد لدغ الإنسان بالمعنى الحقيقي للكلمة، إلا أنها قد تخطئ أحيانًا وتظن أن ذراع الشخص طرفًا نباتيًا فتحاول امتصاصها مما قد يلحق به الأذى. يصدر أيضًا ذكر الزيز نداءات عالية جدًا يمكن أن تلحق الضرر بالسمع البشري.
لا تعتبر الزيزيات من الآفات الزراعية الرئيسية، ولكن في بعض سنوات تفشي الزيزيات الدورية، قد تطغى على الأشجار أعدادًا هائلة من الإناث التي تضع بيضها في البراعم مما قد يؤدي إلى ذبول الأشجار الصغيرة وقد تفقد الأشجار الكبيرة فروعًا صغيرة. وعلى الرغم من أن أنشطة التغذية للحوريات بشكل عام لا تسبب سوى ضررًا طفيفًا، إلا أنه خلال العام السابق لتفشي الزيزيات الدوري، تتغذى الحوريات الكبيرة بشكل هائل مما قد يضر بنمو النبات. تحولت بعض الأنواع من التغذية على الحشائش البرية إلى قصب السكر، مما يؤثر سلبًا على المحصول، وفي بعض الحالات كانت الإناث تبيض على المحاصيل النقدية مثل نخيل التمر، وكروم العنب، وأشجار الحمضيات، والهليون والقطن.
تتسبب الزيزيات أحيانًا في تلف شجيرات الزينة والأشجار، خاصةً حين تترك ندبات على أغصان الأشجار حيث تضع الإناث بيضها. وقد تموت فروع الأشجار الصغيرة نتيجة لذلك.